# Atys
Atys is een geslacht van weekdieren uit de klasse van de Gastropoda (slakken).

## Soorten
- Atys angustatus E. A. Smith, 1872
- Atys bicolor Bozzetti, 2009
- Atys brocchii (Michelotti, 1847) †
- Atys caribaeus (d'Orbigny, 1841)
- Atys castus Carpenter, 1864
- Atys chelidon Melvill, 1912
- Atys chimera Baker & Hanna, 1927
- Atys ehrenbergi (Issel, 1869)
- Atys exaratus (Carpenter, 1857)
- Atys guildingi Sowerby II, 1869
- Atys hyalinus Watson, 1884
- Atys jeffreysi (Weinkauff, 1866)
- Atys kuhnsi Pilsbry, 1917
- Atys liriope Hertlein & Strong, 1951
- Atys lithiensis Sturany, 1903
- Atys macandrewii E. A. Smith, 1872
- Atys maorinus Marwick, 1931 †
- Atys multistriatus Schepman, 1913
- Atys naucum (Linnaeus, 1758)
- Atys neglectus Preston, 1908
- Atys nonscriptus (A. Adams, 1860)
- Atys obscuratus Dall, 1896
- Atys pacei Preston, 1908
- Atys pittmani Too, Carlson, Hoff & Malaquias, 2014
- Atys riiseanus Mörch, 1875
- Atys sandersoni Dall, 1881
- Atys semistriata Pease, 1860
- Atys sharpi Vanatta, 1901
- Atys submalleata Smith, 1904
- Atys ukulele Too, Carlson, Hoff & Malaquias, 2014